# Безруков (село)
Безруков (укр. Безруків), село,
Протопоповский сельский совет,
Дергачёвский район,
Харьковская область.
Код КОАТУУ — 6322081002. Население по переписи 2001 года составляет 181 (83/98 м/ж) человек.

## Географическое положение
Село Безруков находится на расстоянии в 1 км от реки Криворотовка (правый берег), ниже по течению примыкает к селу Протопоповка, на противоположном берегу расположены сёла Терновая и Гуковка.
В селе несколько прудов.

## История
- 1731 — дата основания.
- В 1940 году, перед ВОВ, в селе Безруков, располагавшемся на южном берегу реки Криворотовка, было 62 двора и ветряная мельница.[3]
- В 1940 на хуторе Голики было 5 дворов и на хуторе Камышеватый — 5 дворов.[4]

## Экономика
- В селе есть молочно-товарная и большая птице-товарная фермы.